# Marc Bertomeu Goixens
Marc Bertomeu Goixens és un politòleg català, ex-secretari general de Podem a la ciutat de Barcelona. És fill de Jordi Bertomeu, president executiu de l'Euroleague Basketball.

## Trajectòria
Graduat en Ciències Polítiques a la Universitat Pompeu Fabra i posteriorment va fer un màster en comunicació política i social per Blanquerna - Universitat Ramon Llull. Va exercir de becari a Unió Democràtica de Catalunya. Va ser escollit secretari general de Barcelona després d'un procés de primàries on els membres de Podem van votar candidat per via telemàtica entre el 26 i el 30 de desembre de 2014. A Barcelona van votar 1.813 persones de les 8.457 inscrites (21,44%). D'aquests, 956 van votar l'opció de Bertomeu (59,27%). La segona candidatura Podem per la Dignitat, encapçalada per Monserrat Cutando, va obtenir 209 vots. A principis de 2015 el seu partit descartava participar en solitari en les eleccions municipals de 2015 i finalment van arribar a un acord amb Barcelona en Comú, projecte liderat per Ada Colau. Quan va ser escollit secretari general treballava de becari a mitja jornada en una empresa dedicada a la publicitat.
Bertomeu es va presentar de número dotze de la coalició d'esquerres Catalunya Sí que es Pot a la llista de la circumscripció de Barcelona en les eleccions catalanes de 2015. Posteriorment va treballar com a assessor de CSQP al Parlament de Catalunya, fins que fou acomiadat el maig del 2017.